# Good-bye to you
『Good-bye to you』（グッバイ・トゥ・ユー）は栗林誠一郎のアルバム。

## 内容
11曲中2曲はアルバム「LA JOLLA（ラ・ホーヤ）」からのリテイクバージョンで、その中で、「Girls and Boys」は「Girl 今でも」の舛添要一の英語詞によってリテイク。3曲中2曲は亜蘭知子の歌詞を栗林の英語詞でセルフカバーした曲。ほとんどがバラード系の楽曲であるが、生沢佑一の「Hard to Say Good-bye」は原曲より、テンポが少し高くなっている。冒頭にあるタイトル曲は2ndシングルで、関西テレビ系ドラマ「ホテルウーマン」の主題歌。

## 収録曲
全作曲:栗林誠一郎
1. Good-bye to you
作詞:高樹沙耶 編曲:栗林誠一郎・明石昌夫
2. I Remember You - 原曲:B.B.クィーンズ
作詞:川島だりあ 編曲:栗林誠一郎・明石昌夫
3. Girls and Boys
作詞:舛添要一 編曲:栗林誠一郎・明石昌夫
4. Hard to say good-bye - 原曲:生沢佑一
作詞:小田佳奈子 編曲:栗林誠一郎・明石昌夫
5. SECRET LOVER
作詞:小田佳奈子 編曲:栗林誠一郎・明石昌夫
6. Being with you, all I need
作詞:小田佳奈子 編曲:栗林誠一郎・明石昌夫
7. WAIT FOREVER - 原曲:亜蘭知子
作詞:栗林誠一郎 編曲:栗林誠一郎・明石昌夫
8. 君がいない(piano style)
作詞・編曲:栗林誠一郎
9. One And Only - 原曲:大森絹子
作詞:亜蘭知子 編曲:栗林誠一郎・明石昌夫
10. I LOVE YOU - 原曲:亜蘭知子「やさしくしないで」
作詞:栗林誠一郎 編曲:栗林誠一郎・明石昌夫
11. IT'S A BOY - 原曲:ZARD
作詞:坂井泉水 編曲:栗林誠一郎・明石昌夫

## 参加アーティスト
- 栗林誠一郎 - ベース(1,3,6,11)、ギター(3)、ピアノ(8)、コーラス(全曲)
  - 増崎孝司 - ギター(1,2,4〜7,10,11)
  - 青木智仁 - ベース(10)
  - 江口信夫 - ドラム(1,6,10,11)
  - 渡嘉敷祐一 - ドラム(3,4,7,9)
  - 川上真澄 - ドラム(2,5)
  - 小野塚晃 - ピアノ(2,4〜7,9)
  - 勝田かず樹 - サックス(1〜3,7)
  - 森友嵐士 from T-BOLAN - コーラス(1)
  - 大黒摩季 - コーラス(1)
  - 渡辺真美 from Mi-Ke - コーラス(1)
  - 生沢佑一 - コーラス(1)
  - 山本千絵 - コーラス(10)、ディレクター(全曲)
  - 明石昌夫 - ベース(2,4,5,7,9)、シンセサイザー(9〜11)